# Robertus truncorum
Robertus truncorum là một loài nhện trong họ Theridiidae.
Loài này thuộc chi Robertus. Robertus truncorum được Ludwig Carl Christian Koch miêu tả năm 1872.